# Stor-Röjdtjärnen (Bjurholms socken, Ångermanland, 709929-165949)
Stor-Röjdtjärnen är en sjö i Bjurholms kommun i Ångermanland och ingår i Öreälvens huvudavrinningsområde. Sjön har en area på 0,0113 kvadratkilometer och ligger 298,7 meter över havet. Vid provfiske har öring fångats i sjön.

## Delavrinningsområde
Stor-Röjdtjärnen ingår i det delavrinningsområde (709903-165950) som SMHI kallar för Utloppet av Stor-Röjdtjärnen. Medelhöjden är 329 meter över havet och ytan är 0,19 kvadratkilometer. Det finns ett avrinningsområde uppströms, och räknas det in blir den ackumulerade arean 2,68 kvadratkilometer. Vattendraget som avvattnar avrinningsområdet har biflödesordning 3, vilket innebär att vattnet flödar genom totalt 3 vattendrag innan det når havet efter 99 kilometer. Avrinningsområdet består mestadels av skog (82 procent).